# Абдикадиров, Каким
Каким Абдикадиров (1920—1978) — полный кавалер ордена славы, командир отделения 366-го отдельного сапёрного батальона 189-й стрелковой дивизии 42-й армии, миномётчик, командир отделения 120-миллиметровой миномётной батареи 289-го стрелкового полка 120-й стрелковой дивизии, сержант.

## Биография
Родился 10 июля 1920 года в селе Тюбинский аул-совет ныне Сырдарьинского района Кзыл-Ординской области Республики Казахстан. В школе окончил 7 классов. После школы работал стрелочником на ж/д разъезде «Белкуль». В Красную Армию был призван в 1940 году. На фронте Великой Отечественной войны с июля 1941. В 1945 году Абдикадиров Каким демобилизован. После демобилизации жил и работал в городе Кзыл-Орда, на Кзыл-Ординской железнодорожной станции.
Умер в 1 ноября 1978 года. Похоронен на железнодорожном разъезде Белкуль.

## Награды
- Орден Славы 1-й степени (15.05.1946)
- Орден Славы 2-й степени (28.11.1944)
- Орден Славы 3-й степени (31.08.1944)